# 斯馬達爾·諾茲
斯馬達爾·諾茲（希伯來語：‎，羅馬化：Smadar Naoz，1978年—）是一名以色列裔美國天體物理學家，因其在宇宙學和航天動力學領域的科學貢獻而獲得2015年安妮·坎農天文獎。

## 早年生活和教育
諾茲在以色列耶路撒冷長大，從小就喜歡天體物理學，母親經常陪她和妹妹一起看《星際爭霸戰》。她畢業於耶路撒冷希伯來大學拉卡學院，獲得理學學士學位（2002年）和理學碩士學位（2004年），之後在臺拉維夫大學繼續深造，並於2010年獲得博士學位。她的博士研究課題是第一代星系。

## 職業生涯
獲得博士學位後，諾茲接受國際天文學聯合會格魯伯博士後獎學金，在西北大學天體物理學跨學科探索與研究中心（CIERA）工作。作為國際天文學聯合會格魯伯博士後，她成為麻薩諸塞州劍橋哈佛-史密松天體物理中心理論與計算研究所的愛因斯坦研究員。
諾茲目前正在加利福尼亞大學洛杉磯分校物理和天文學系擔任助理教授，繼續她的研究工作。

## 研究工作
諾茲對天體物理學領域的貢獻是多方面的，因為她的研究興趣並不是嚴格意義上的局部性的。她的職業生涯始於研究宇宙誕生後第一代星系的形成，通過嘗試拼湊早期結構的形成為宇宙學做出了貢獻。
諾茲一直在探索熱木星的動態演化。她在權威科學雜誌上發表了多篇論文，包括在科學雜誌《自然》上發表的一篇關於熱木星相互作用的論文。

## 榮譽
- 臺拉維夫大學物理與天文學學院傑出成就獎（2006）[5]
- 丹·大衛獎「天體物理學—宇宙史」領域獎學金（2009）[10]
- 國家促進婦女參與科學研究博士後獎勵計劃（2009—2011）[5]
- 格魯伯基金會（英语：Gruber Foundation）獎學金（2010）[11]
- NASA愛因斯坦獎學金（2012）[5]
- 安妮·坎農天文獎（2015）[5]
- 海倫·B·華納天文學獎（2020）
- 美國物理學會會士（2022）[12]

## 外部連結
- Smadar Naoz （页面存档备份，存于） website at Department of Physics & Astronomy, Division of Astronomy and Astrophysics, UCLA
- 由Google学术搜索索引的斯馬達爾·諾茲出版物
- Post formation Dynamical Evolution of Exoplanet Systems — Smadar Naoz (UCLA) 2015 （页面存档备份，存于）, lecture given at the Sagan Exoplanet Summer Workshop
- Smadar Naoz , "Gas in the First Generation of Galaxies" （页面存档备份，存于）, Hydrogen Cosmology Workshop", held May 18–20, 2011 at The Institute for Theoretical, Atomic and Molecular and Optical Physics, Center for Astrophysics | Harvard & Smithsonian, Cambridge, Massachusetts